# Lower Mickletown
Lower Mickletown – osada w Anglii, w hrabstwie ceremonialnym West Yorkshire, w dystrykcie metropolitalnym Leeds. Leży 13 km na południowy wschód od centrum miasta Leeds i 262 km na północ od Londynu.